# Margaret Wall, Baroness Wall of New Barnet
Margaret Mary Wall, Baroness Wall of New Barnet (* 14. November 1941; † 25. Januar 2017) war eine britische Gewerkschaftsfunktionärin und Politikerin der Labour Party, die seit 2004 Mitglied des House of Lords ist.

## Leben

### Gewerkschafts- und Parteifunktionärin
Nach dem Besuch der Druids Cross Independent School und der Notre Dame High School in Liverpool absolvierte Margaret Wall ein Studium am Ruskin College der University of Liverpool. Anschließend begann sie ihre berufliche Laufbahn bei einem Unternehmen der chemischen Industrie in North West England, ehe sie 1986 Gewerkschaftsfunktionärin bei der Gewerkschaft Association of Scientific, Technical and Managerial Staffs (ASTMS) wurde.
Nach deren Fusion mit der Gewerkschaft Technical, Administrative and Supervisory Section (TASS) zur Manufacturing, Science and Finance (MSF) im Januar 1988 war sie für diese Gewerkschaft tätig. Die MSF fusionierte mit den Gewerkschaften Amalgamated Engineering and Electrical Union (AEEU), UNIFI und Graphical, Paper and Media Union (GPMU) zur Gewerkschaft Amicus, wo Margaret Wall 2001 Direktorin der dortigen Abteilung für Politik und politische Beteiligung wurde.
Zugleich wurde sie 2001 vom Nationalen Exekutivkomitee der Labour Party für eine einjährige Amtszeit zur Chair of the Labour Party gewählt und leitete als solche bis 2002 die Sitzungen des Nationalen Exekutivkomitees sowie die jährlichen Parteitage. 

### Oberhausmitglied
Am 10. Juni 2004 wurde sie durch ein Letters Patent als Life Peeress mit dem Titel Baroness Wall of New Barnet, of New Barnet in the London Borough of Barnet, in den Adelsstand erhoben. Am 23. Juni 2004 folgte ihre Einführung (Introduction) als Mitglied des House of Lords.
Baroness Wall, die Mitglied des Nationalen Politikforums ihrer Partei ist, ist seit November 2005 Vorsitzende des Barnet and Chase Farm NHS Hospitals Trust, der die beiden Krankenhäuser Barnet General Hospital und Chase Farm Hospital betreibt. Des Weiteren engagiert sie sich als Beraterin von Sector Skills Council for Science, Engineering and Manufacturing Technologies (SEMTA), ein Unternehmerverband, der 76.000 Betriebe mit rund 2 Millionen Beschäftigten vertritt und Ausbildung und Training zur Förderung der dort Beschäftigten organisiert und ist ferner Vorstandsmitglied der damit verbundenen National Skills Academy for Manufacturing.